# Arabisch-israelische Kriege

Israel
Gazastreifen und Westjordanland
Arabische Staaten, die an einem Krieg gegen Israel beteiligt waren
weitere Mitglieder der Arabischen Liga

Zwischen dem Staat Israel und seinen arabischen Nachbarstaaten sowie der Region Palästina ist es seit der Gründung Israel mehrmals zu militärischen Auseinandersetzungen gekommen. Im Folgenden werden abgrenzbare Abschnitte des Nahostkonfliktes aufgelistet.
Nov. 1947–Juli 1949: Palästinakriegauch israelischer Unabhängigkeitskrieg: Dieser Krieg begann mit dem arabisch-israelischen Bürgerkrieg zwischen jüdischen und arabischen Milizen am Ende der britischen Mandatsherrschaft. Nach der israelischen Staatsgründung im Mai 1948 wandelte die Auseinandersetzung sich in einen regulären Krieg, als die arabischen Staaten Israel umgehend den Krieg erklärten, nachdem diese durch militärische Eroberung aus ihrem Gebiet vertrieben wurden. Der Krieg endete mit dem Waffenstillstandsabkommen von 1949 zwischen den Staaten Israel, Ägypten, Libanon, Syrien, Irak und Jordanien. Die ausgehandelte Waffenstillstandslinie ist auch als die „Grüne Linie“ bekannt.
Okt. 1956–März 1957: Sueskriseauch Sinai-Krieg: Begann mit dem Angriff auf Ägypten durch Truppen Israels, Englands und Frankreichs zur Besetzung der Sinai-Halbinsel. Der Angriff war eine Reaktion auf die Verstaatlichung des Sueskanals durch Ägypten und dessen Sperrung für israelische Schiffe sowie die Blockade der Straße von Tiran für israelische Schiffe.
Juni 1967: Sechstagekriegauch Junikrieg: Angriff durch Israel auf militärische Einrichtungen von Ägypten, Syrien und Jordanien. Jeweils, um einem angekündigten Angriff der arabischen Staaten zuvorzukommen. Ägyptische Truppen waren an der Grenze zu Israel aufmarschiert und wurden hierbei vom Irak, Kuwait, Saudi-Arabien und Algerien materiell unterstützt. Der Sechs-Tage-Krieg führte zur israelischen Besetzung des Gazastreifens, des Sinais, des Westjordanlands und der Golanhöhen.
Juli 1967–Aug. 1970: AbnutzungskriegEin eingeschränkter Krieg zwischen Streitkräften Israels, Ägyptens, der UdSSR und der PLO. Von Ägypten initiiert, um die israelische Besetzung des Sinai rückgängig zu machen. Die Kämpfe endeten mit einem Waffenstillstand, mit dem die Fronten unverändert blieben.
Okt. 1973: Jom-Kippur-Krieg vierter arabisch-israelischer Kriegauch Oktoberkrieg: Arabischer Angriff am jüdischen Feiertag Jom Kippur mit dem Ziel, die Gebiete zurückzuerobern, die Israel Juni 1967 besetzt hatte. Infolge dieses Krieges kam es zu einem Friedensvertrag zwischen Ägypten und Israel.
März 1978: Operation LitaniEinmarsch der israelischen Armee in den Libanon nach einer Reihe von Anschlägen, wobei der Küstenstraßen-Anschlag am 11. März 1978 den unmittelbaren Anstoß gab.
Juni–Sep. 1982: Libanonkrieg 1982Begann mit dem israelischen Einmarsch in den Südlibanon als Antwort auf regelmäßige Attacken terroristischer Gruppierungen, die vom südlichen Libanon aus operierten. Die israelische Armee griff dabei in den libanesischen Bürgerkrieg ein.
Juli/Aug. 2006: Libanonkrieg 2006Begann als militärische Reaktion Israels auf die Entführung zweier israelischer Soldaten durch die Hisbollah. Der Konflikt weitete sich schrittweise aus, wobei das primäre Ziel Israels die Schwächung der Hisbollah war. Dieser Krieg endete mit einem Waffenstillstand, der durch die Vereinten Nationen vermittelt wurde.
Dez. 2008–Jan. 2009: Operation Gegossenes BleiLuftangriffe durch die israelischen Luftstreitkräfte zwischen dem 27. Dezember 2008 und dem 18. Januar 2009 auf den Gazastreifen. Israel begründete die Militäroffensive mit dem jahrelangen Beschuss israelischer Städte aus dem Gazastreifen mit tausenden Qassam- und Katjuscha-Raketen.
Nov. 2012: Operation WolkensäuleLuftangriffe der israelischen Luftstreitkräfte zwischen dem 14. und dem 21. November gegen Einrichtungen und Mitglieder der Hamas im Gazastreifen.
Juli/Aug. 2014: Operation Protective Edgewar eine Militäroperation der israelischen Verteidigungsstreitkräfte zwischen dem 8. Juli und dem 26. August 2014 als Reaktion auf den anhaltenden Raketenbeschuss Israels durch die Hamas und andere militante palästinensische Gruppen aus dem Gazastreifen.
seit Okt. 2023: Israelische Militäroperation „Eiserne Schwerter“war die offensive Rückeroberung israelischen Staatsgebiets infolge einer terroristischen Aktion, die unter Führung der islamistischen Hamas aus dem Gazastreifen am 7. Oktober 2023 gegen Israel gestartet wurde. Unter dem gleichen Namen begannen Luftangriffe auf den dicht besiedelten Gazastreifen und Ende Oktober eine Bodenoffensive im Norden des Gazastreifens mit dem Ziel, die Hamas zu vernichten.